# Bassano Virtus 55 Soccer Team 2017-2018
Questa voce raccoglie le informazioni riguardanti il Bassano Virtus 55 Soccer Team nelle competizioni ufficiali della stagione 2017-2018.

## Stagione
Nella stagione 2017-2018 il Bassano Virtus disputa il girone B del campionato di Serie C, raccoglie 48 punti che valgono il settimo posto finale. Disputa i Play-off, nei quali nel primo turno si impone a Meda (0-2) sul Renate, poi nel secondo turno perde (1-0) con la Reggiana. Il Bassano partecipa alla Coppa Italia Tim Cup uscendo subito di scena, sconfitto (3-1) a Caserta contro la Juve Stabia. Poi partecipa alla Coppa Italia di Serie C incrociando nei sedicesimi la FeralpiSalò, al Mercante la sfida termina (0-0) ma ai calci di rigore si impongono i Leoni del Garda (1-2). Purtroppo al termine della stagione i vertici del Bassano Virtus rilevano il fallito Vicenza, trasferendosi armi e bagagli nel capoluogo. A Bassano del Grappa nasce allora una nuova società, l'F.C. Bassano 1903, che però deve ripartire dalla Prima Categoria provinciale, nella stagione 2018-2019.

## Divise e sponsor
Lo sponsor tecnico per la stagione 2017-2018 è Lotto, mentre li sponsor ufficiali sono Diesel e Protek.
| Casa | Trasferta | Terza divisa | Quarta divisa |

## Organigramma societario
Area direttiva
- Presidente: Stefano Rosso
- Vice presidente: Roberto Masiero
- Amministratore: Sebastiano Fassanelli
- Direttore generale: Werner Seeber

Area organizzativa
- Segretario generale e team manager: Renato Schena

Area marketing
- Ufficio marketing: Sara Vivian, Valeria Visentin

Area tecnica
- Allenatore: Giuseppe Magi, Giovanni Colella (dal 02/12/2017)
- Allenatore in seconda: Luca Pierotti, Moreno Greco (dal 02/12/2017)
- Preparatore atletico: Alessandro Dal Monte
- Preparatori dei portieri: Carlo Caporello, Marco Zuccher

Area sanitaria
- Responsabile: Mario Cionfoli
- Massaggiatori: Felice Zuin

## Rosa
Rosa tratta dal sito ufficiale della società.
| N. |                   | Ruolo | Calciatore                 |
| -- | ----------------- | ----- | -------------------------- |
| 1  | Italia (bandiera) | P     | Wladimiro Falcone          |
| 1  | Italia (bandiera) | P     | Davide Costa               |
| 2  | Italia (bandiera) | D     | Cristian Andreoni          |
| 3  | Italia (bandiera) | D     | Francesco Karkalis         |
| 4  | Italia (bandiera) | C     | Federico Proia             |
| 5  | Italia (bandiera) | D     | Nicola Bizzotto (capitano) |
| 6  | Italia (bandiera) | D     | Alberto Barison            |
| 7  | Italia (bandiera) | C     | Gianluca Laurenti          |
| 8  | Italia (bandiera) | C     | Nicolò Bianchi             |
| 9  | Italia (bandiera) | A     | Michael Fabbro             |
| 10 | Italia (bandiera) | A     | Mattia Minesso             |
| 11 | Italia (bandiera) | A     | Francesco Grandolfo        |
| 12 | Italia (bandiera) | P     | Mattia Piras               |
| 13 | Italia (bandiera) | D     | Nicola Pasini              |

| N. |                    | Ruolo | Calciatore       |
| -- | ------------------ | ----- | ---------------- |
| 14 | Italia (bandiera)  | C     | Stefano Botta    |
| 16 | Kosovo (bandiera)  | A     | Ardit Gashi      |
| 17 | Italia (bandiera)  | C     | Stefano Salvi    |
| 18 | Senegal (bandiera) | A     | Abou Diop        |
| 19 | Italia (bandiera)  | C     | Dario Venitucci  |
| 20 | Italia (bandiera)  | D     | Tommaso Bortot   |
| 21 | Italia (bandiera)  | D     | Andrea Bonetto   |
| 22 | Italia (bandiera)  | P     | Matteo Grandi    |
| 23 | Italia (bandiera)  | A     | Alberto Tronco   |
| 24 | Italia (bandiera)  | D     | Filippo Stevanin |
| 25 | Serbia (bandiera)  | C     | Dusan Popovic    |
| 28 | Italia (bandiera)  | C     | Loris Zonta      |
| 29 | Italia (bandiera)  | A     | Andrea Razzitti  |

## Calciomercato

### Sessione invernale(dal 3/1 al 31/1)
| Acquisti | Acquisti        | Acquisti  | Acquisti   |
| R.       | Nome            | da        | Modalità   |
| -------- | --------------- | --------- | ---------- |
| P        | Davide Costa    | Inter     | prestito   |
| C        | Loris Zonta     | Inter     | definitivo |
| A        | Andrea Razzitti | Viterbese | definitivo |

| Cessioni | Cessioni          | Cessioni  | Cessioni      |
| R.       | Nome              | a         | Modalità      |
| -------- | ----------------- | --------- | ------------- |
| P        | Wladimiro Falcone | Sampdoria | fine prestito |

## Risultati

### Serie C

#### Girone di andata
| Arbitro: | Di Cairano (Ariano Irpino) |

|             |           |  |
| Torelli 59’ | Marcatori |  |

| Arbitro: | De Angeli (Abbiategrasso) |

|                            |           |            |
| Venitucci 45’ Laurenti 58’ | Marcatori | 7’ Selleri |

| Arbitro: | Garofalo (Torre del Greco) |

|  |           |                                             |
|  | Marcatori | 23’ Diop 56’ (rig.) Minesso 90+2’ Grandolfo |

| Arbitro: | Viotti (Tivoli) |

|                               |           |                        |
| Formiconi 25’ (aut.) Diop 39’ | Marcatori | 3’ Ciurria 10’ Gerardi |

| Arbitro: | Guarnieri (Empoli) |

|                         |           |                       |
| Berardocco 90+2’ (rig.) | Marcatori | 12’ Laurenti 81’ Diop |

| Arbitro: | Longo (Paola) |

|             |           |  |
| Minesso 66’ | Marcatori |  |

| Arbitro: | De Tullio (Bari) |

|  |           |                |
|  | Marcatori | 31’ N. Bianchi |

| Arbitro: | Natilla (Molfetta) |

|            |           |              |
| Fabbro 73’ | Marcatori | 90+6’ Foggia |

| Arbitro: | Prontera (Bologna) |

|            |           |          |
| Fabbro 22’ | Marcatori | 13’ Arma |

| Arbitro: | Nicoletti (Catanzaro) |

|                    |           |  |
| Capello 31’ (rig.) | Marcatori |  |

| Arbitro: | Dionisi (L'Aquila) |

|  |           |                            |
|  | Marcatori | 52’ Finocchio 77’ Mattioli |

| Arbitro: | Guida (Salerno) |

|                    |           |  |
| Beccaro 64’ (rig.) | Marcatori |  |

| 8 novembre 2017, ore CET 13ª giornata | Modena | – Gara non disputata per il ritiro del Modena dal campionato | Bassano Virtus |  |

| Arbitro: | Meraviglia (Pistoia) |

|              |           |                         |
| Laurenti 11’ | Marcatori | 66’ Ferretti 76’ Staiti |

| San Benedetto del Tronto 19 novembre 2017, ore 14:30 CET 15ª giornata | Sambenedettese  | 0 – 0 referto | Bassano Virtus | Stadio Riviera delle Palme (3 795 spett.)\| Arbitro: \| Sozza (Seregno) \| |
| Arbitro:                                                              | Sozza (Seregno) |               |                |                                                                            |

| Arbitro: | De Remigis (Teramo) |

|  |           |              |
|  | Marcatori | 20’ Riverola |

| Arbitro: | Tursi (Valdarno) |

|            |           |  |
| Ciccone 3’ | Marcatori |  |

| Arbitro: | Garofalo (Torre del Greco) |

|  |           |                       |
|  | Marcatori | 76’ (rig.) N. Ferrari |

| 17 dicembre 2017, ore CET 19ª giornata |  | – Turno di riposo Bassano |  |  |

#### Girone di ritorno
| Arbitro: | Donda (Cormons) |

|                      |           |  |
| Minesso 45+3’ (rig.) | Marcatori |  |

| Arbitro: | Perotti (Legnano) |

|             |           |                |
| De Sena 22’ | Marcatori | 34’, 62’ Proia |

| Arbitro: | Volpi (Arezzo) |

|                                 |           |              |
| Proia 12’ Zonta 39’ Minesso 72’ | Marcatori | 37’ Piccioni |

| Arbitro: | Sozza (Seregno) |

|               |           |          |
| Formiconi 34’ | Marcatori | 29’ Diop |

| Arbitro: | Acanfora (Castellammare di Stabia) |

|               |           |  |
| Venitucci 30’ | Marcatori |  |

| Bergamo 11 febbraio 2018, ore 15:00 CET 25ª giornata | AlbinoLeffe              | 0 – 0 | Bassano Virtus | Stadio Atleti Azzurri d'Italia (1 020 spett.)\| Arbitro: \| Pashuku (Albano Laziale) \| |
| Arbitro:                                             | Pashuku (Albano Laziale) |       |                |                                                                                         |

| Arbitro: | G. Miele (Nola) |

|                                             |           |  |
| Tronco 47’ Diop 58’, 88’ Minesso 83’ (rig.) | Marcatori |  |

| Arbitro: | Clerico (Torino) |

|                 |           |                                             |
| Sandomencio 21’ | Marcatori | 40’, 45’ Proia 51’ (rig.) Minesso 85’ Zonta |

| Trieste 4 marzo 2018, ore CET 28ª giornata | Triestina      | 0 – 0 | Bassano Virtus | Stadio Nereo Rocco (2 670 spett.)\| Arbitro: \| Carella (Bari) \| |
| Arbitro:                                   | Carella (Bari) |       |                |                                                                   |

| Arbitro: | Proietti (Terni) |

|                    |           |                            |
| Minesso 56’ (rig.) | Marcatori | 49’ Ravanelli 63’ Pulzetti |

| Arbitro: | Tursi (Valdarno) |

|           |           |                         |
| Palma 12’ | Marcatori | 40’ Karkalis 88’ Fabbro |

| Arbitro: | Colombo (Como) |

|  |           |                        |
|  | Marcatori | 1’ Fabbri 68’ Spagnoli |

| 25 marzo 2018, ore CEST Turno di riposo | Bassano Virtus | – Gara non disputata per il ritiro del Modena | Modena |  |

| Arbitro: | Zingarelli (Siena) |

|                        |           |           |
| Dettori 57’ Legati 59’ | Marcatori | 37’ Proia |

| Arbitro: | D'Apice (Arezzo) |

|                       |           |  |
| Minesso 56’ Gashi 87’ | Marcatori |  |

| Reggio Emilia 15 aprile 2018, ore CEST 35ª giornata | Reggio Audace         | 0 – 0 | Bassano Virtus | Mapei Stadium - Città del Tricolore (7 022 spett.)\| Arbitro: \| Nicoletti (Catanzaro) \| |
| Arbitro:                                            | Nicoletti (Catanzaro) |       |                |                                                                                           |

| Arbitro: | Andreini (Forlì) |

|  |           |               |
|  | Marcatori | 89’ Bergamini |

| Arbitro: | D. Miele (Torino) |

|                                    |           |                        |
| N. Ferrari 52’ (rig.) Malomo 90+4’ | Marcatori | 13’ Andreoni 82’ Gashi |

| 6 maggio 2018, ore CEST 38ª giornata |  | – Turno di riposo Bassano |  |  |

### Play-off
| Arbitro: | Pasciuta (Agrigento) |

|  |           |               |
|  | Marcatori | 27’, 45’ Diop |

| Arbitro: | Maggioni (Lecco) |

|              |           |  |
| Cesarini 49’ | Marcatori |  |

### Coppa Italia
| Arbitro: | Fiorini (Frosinone) |

|                                      |           |             |
| Berardi 12’ Strefezza 45+2’ Nava 66’ | Marcatori | 40’ Minesso |

### Coppa Italia Serie C
| Arbitro: | Meleleo (Casarano) |

|                                      |                      |                                |
| Gashi Salvi Giordani Proia Venitucci | Tiri di rigore 1 – 2 | Gamarra Magnino Jawo Alcibiade |

## Statistiche

### Statistiche di squadra
| Competizione         | Punti | In casa | In casa | In casa | In casa | In casa | In casa | In trasferta | In trasferta | In trasferta | In trasferta | In trasferta | In trasferta | Totale | Totale | Totale | Totale | Totale | Totale | DR |
| Competizione         | Punti | G       | V       | N       | P       | Gf      | Gs      | G            | V            | N            | P            | Gf           | Gs           | G      | V      | N      | P      | Gf     | Gs     | DR |
| -------------------- | ----- | ------- | ------- | ------- | ------- | ------- | ------- | ------------ | ------------ | ------------ | ------------ | ------------ | ------------ | ------ | ------ | ------ | ------ | ------ | ------ | -- |
| Serie C              | 48    | 17      | 7       | 3       | 7       | 20      | 17      | 17           | 6            | 6            | 5            | 18           | 13           | 38     | 13     | 9      | 12     | 38     | 30     | +8 |
| Coppa Italia         | -     | 0       | 0       | 0       | 0       | 0       | 0       | 1            | 0            | 0            | 1            | 1            | 3            | 1      | 0      | 0      | 1      | 1      | 3      | -2 |
| Coppa Italia Serie C | -     | 1       | 0       | 1       | 0       | 0       | 0       | 0            | 0            | 0            | 0            | 0            | 0            | 1      | 0      | 1      | 0      | 0      | 0      | 0  |
| Totale               | -     | 18      | 7       | 4       | 7       | 20      | 17      | 18           | 6            | 6            | 6            | 19           | 16           | 40     | 13     | 10     | 13     | 39     | 33     | +6 |

### Andamento in campionato
| Giornata  | 1  | 2 | 3 | 4 | 5 | 6 | 7 | 8 | 9 | 10 | 11 | 12 | 13 | 14 | 15 | 16 | 17 | 18 | 19 | 20 | 21 | 22 | 23 | 24 | 25 | 26 | 27 | 28 | 29 | 30 | 31 | 32 | 33 | 34 | 35 | 36 | 37 | 38 |
| --------- | -- | - | - | - | - | - | - | - | - | -- | -- | -- | -- | -- | -- | -- | -- | -- | -- | -- | -- | -- | -- | -- | -- | -- | -- | -- | -- | -- | -- | -- | -- | -- | -- | -- | -- | -- |
| Luogo     | T  | C | T | C | T | C | T | C | C | T  | C  | T  | T  | C  | T  | C  | T  | C  | -  | C  | T  | C  | T  | C  | T  | C  | T  | T  | C  | T  | C  | C  | T  | C  | T  | C  | T  | -  |
| Risultato | P  | V | V | N | V | V | V | N | N | P  | P  | P  | -  | P  | N  | P  | V  | P  | -  | V  | V  | V  | N  | V  | N  | V  | V  | N  | P  | V  | P  | -  | P  | V  | N  | P  | N  | -  |
| Posizione | 12 | 7 | 3 | 3 | 3 | 2 | 1 | 2 | 2 | 3  | 3  | 5  | 4  | 7  | 8  | 10 | 11 | 11 | 9  | 9  | 10 | 6  | 6  | 7  | 6  | 4  | 2  | 3  | 3  | 1  | 5  | 4  | 6  | 5  | 4  | 5  | 6  | 8  |

Legenda:

Luogo: C = Casa; T = Trasferta. Risultato: V = Vittoria; N = Pareggio; P = Sconfitta.